# جوني ارتشر
جوني ارتشر (بالإنجليزية: Johnny Archer)‏ هو لاعب بلياردو أمريكي ‏ أمريكي، ولد في 12 نوفمبر 1968 في سبرينغ هيل ‏ في الولايات المتحدة.

## وصلات خارجية
- جوني ارتشر على موقع AZBilliards.com (الإنجليزية)